# Walter Eichelkraut
Richard Heinrich Walter Eichelkraut (* 26. Juni 1874 in Teltow; † 1. Februar 1917 in Magdeburg) war ein deutscher Baumeister und Bauunternehmer.

## Leben
Walter Eichelkraut war der Sohn des Privatiers Wilhelm Eichelkraut und dessen Ehefrau Ida Brandt. 1898 heiratete er in Deutsch-Wilmersdorf die Rentiertochter Elisabeth Gieseler. Dort hatte er zwei Jahre zuvor einer seiner ersten Bauten entworfen. Es folgten weitere Bauten in Zehlendorf – dem Wohnort des Architekten. Einige seiner Bauten stehen heute unter Denkmalschutz. Um 1903 übergab er sein Baugeschäft seinem Nachfolger. Er lebte daraufhin als Privatmann in Zehlendorf und starb 1917 im Hilfslazarett in Magdeburg.

## Bauten unter Denkmalschutz
- 1896–1897, 1899: Mehrfamilienhaus Wilhelmsaue 111A in Berlin-Wilmersdorf[3]
- 1900–1901: Pferdestall und Remise Seehofstraße 11 in Berlin-Zehlendorf[4]
- 1901–1902: Mehrfamilienhaus Berlepschstraße 2–4 in Berlin-Zehlendorf[5]
- 1902–1903: Villen Hindenburgdamm 127–128 in Lichterfelde-West

## Bilder

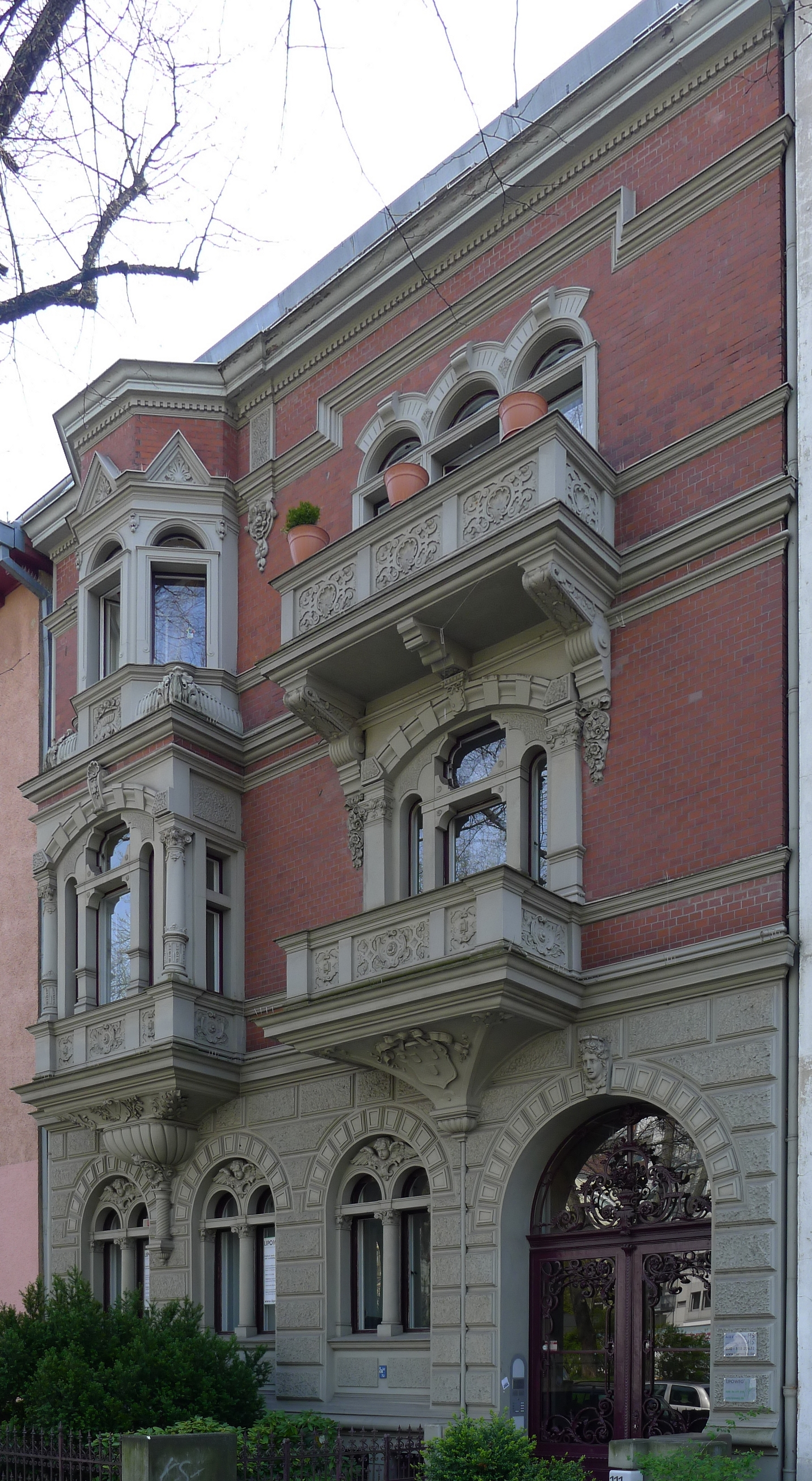
1896–1897/1899 Mietshaus Wilhelmsaue 111A Berlin-Wilmersdorf
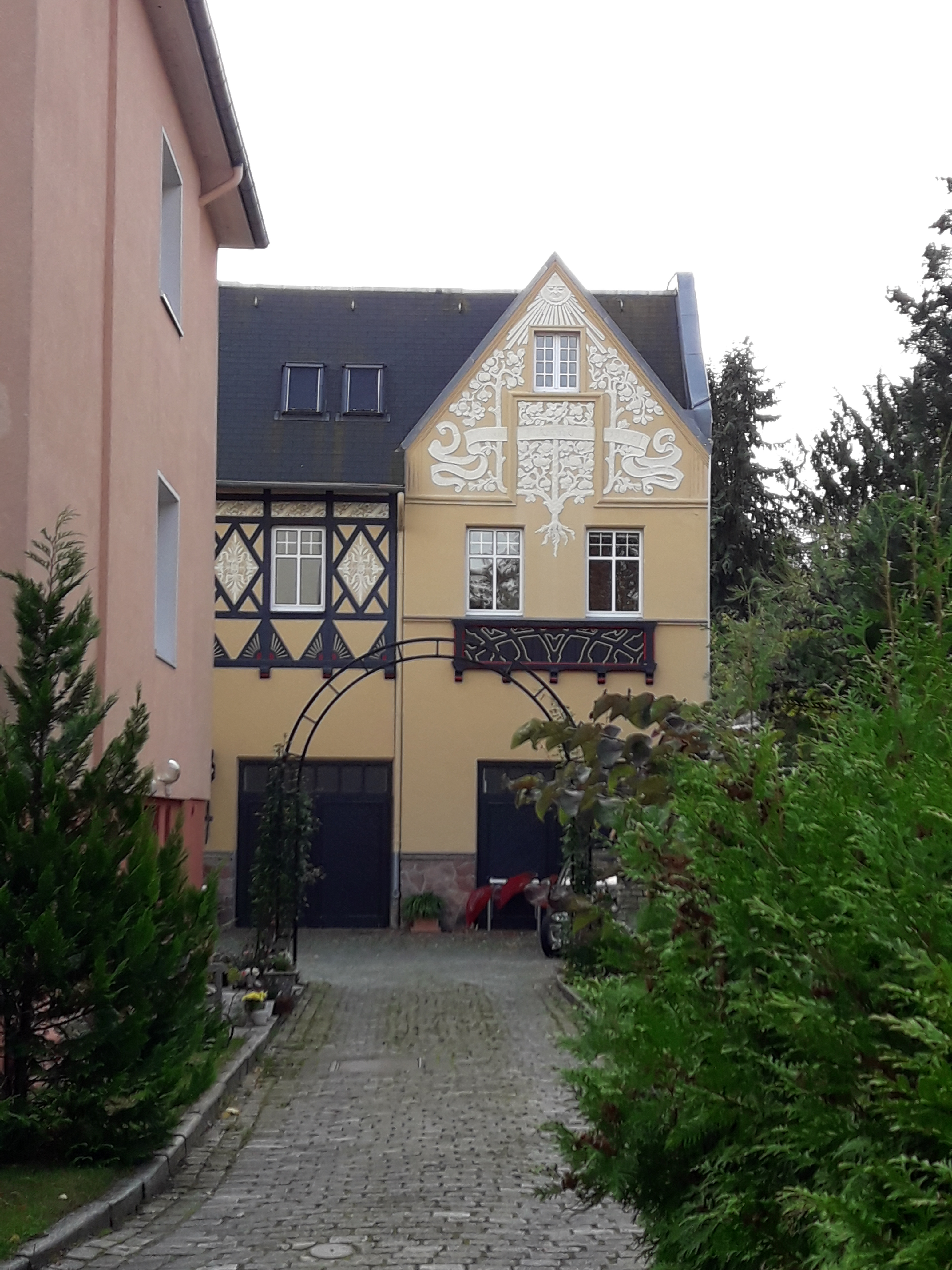
1900–1901 Pferdestall und Remise Seehofstraße 11 Berlin-Zehlendorf
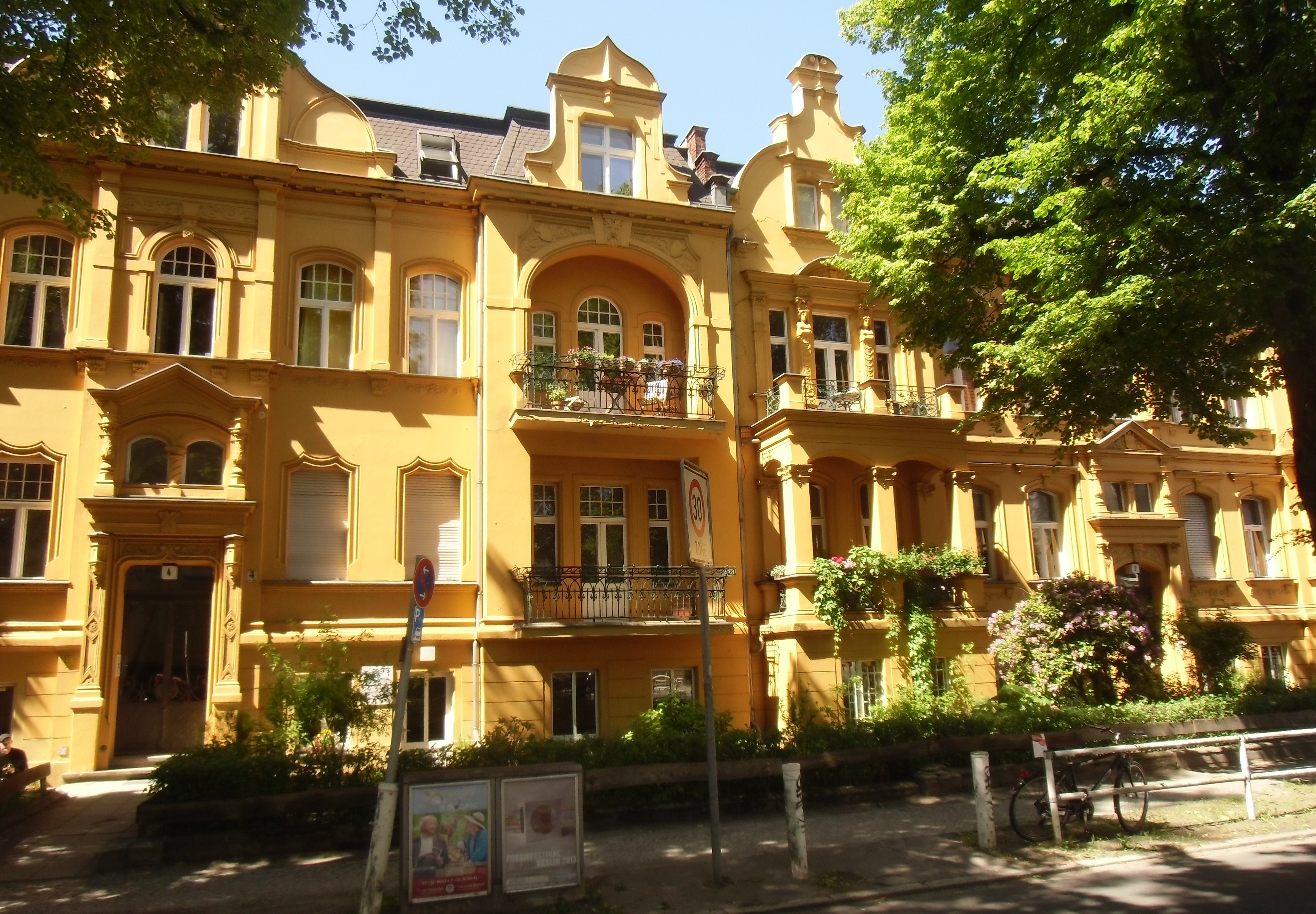
1901–1902 Mietshaus Berlepschstraße 2–4 Berlin-Zehlendorf
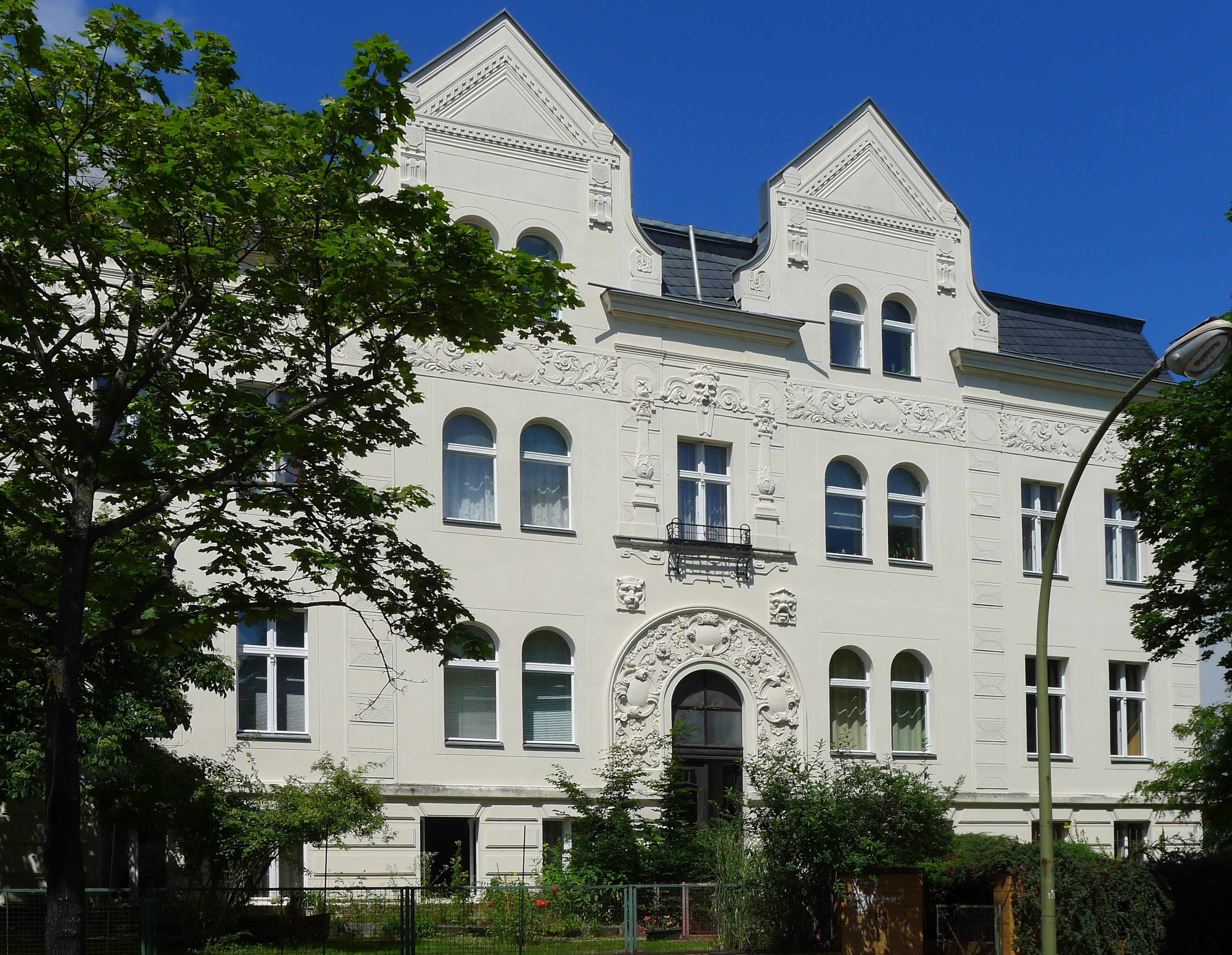
1902–1903 zwei baugleiche Mietshäuser Hindenburgdamm 127–128 Berlin-Lichterfelde
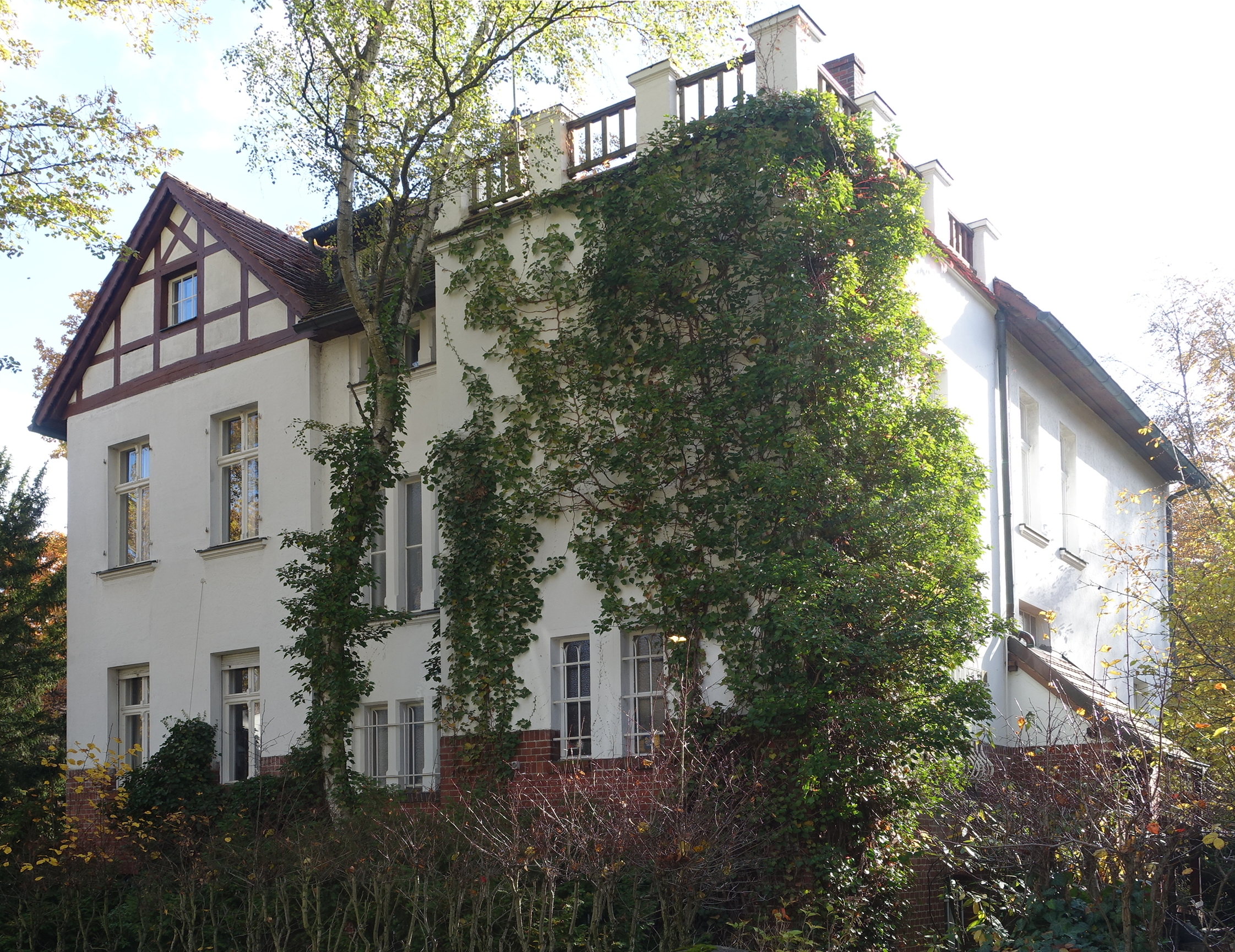
1903 Wohnhaus Knesebeckstraße 3 Berlin-Zehlendorf
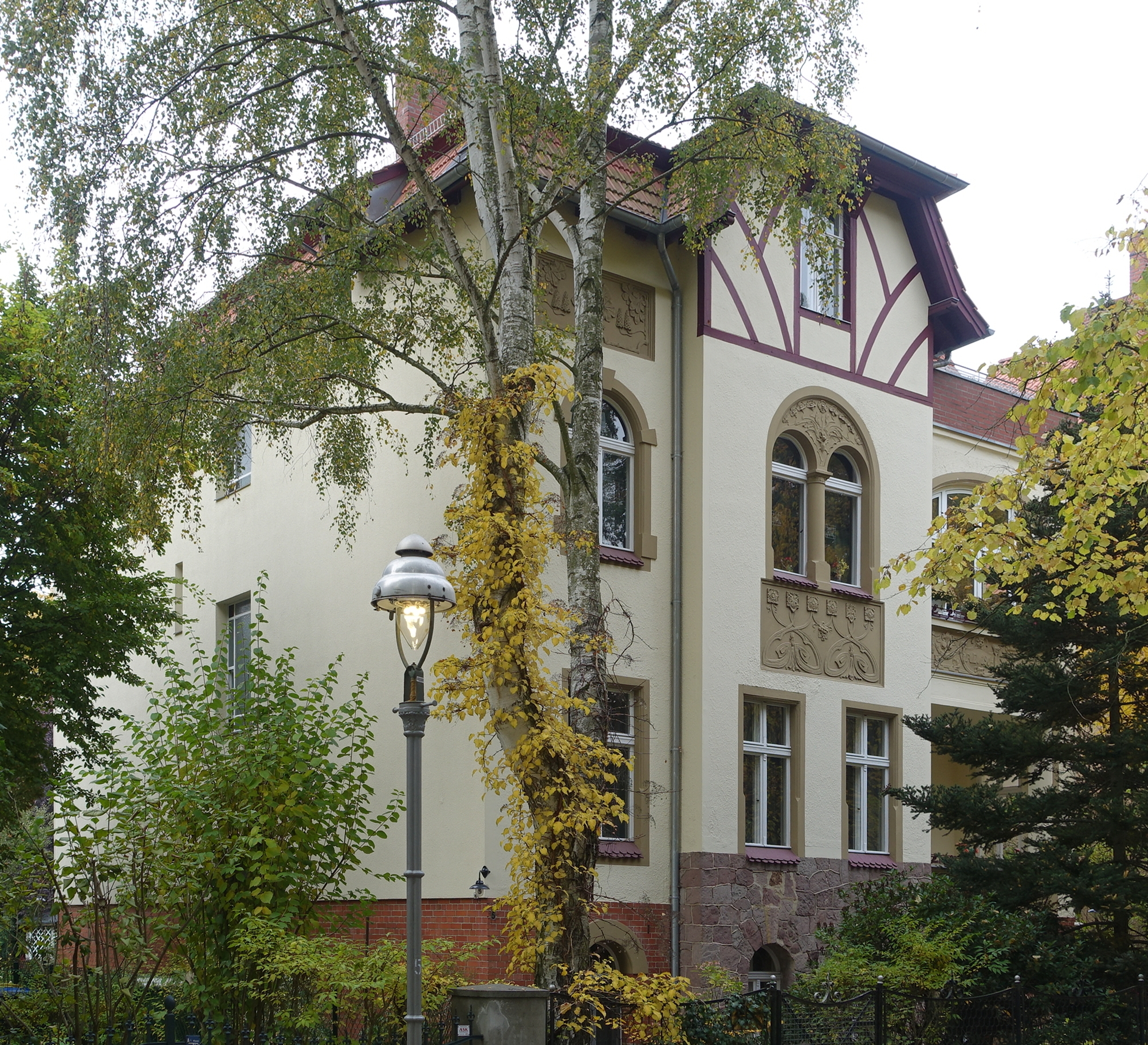
1903–1904 Mietshaus Johannesstraße 5 Berlin-Zehlendorf

- 1902–1903
zwei baugleiche Mietshäuser
Hindenburgdamm
127–128
Berlin-Lichterfelde
- 1903
Wohnhaus
Knesebeckstraße 3
Berlin-Zehlendorf
- 1903–1904
Mietshaus
Johannesstraße 5
Berlin-Zehlendorf